# Lepromoris gibba
Lepromoris gibba là một loài bọ cánh cứng trong họ Cerambycidae.